# Romance de Troia
O Romance de Troia (Le Roman de Troie) é um poema narrativo francês composto por Benoît de Sainte-Maure, que o escreveu cerca do ano 1170.
O Romance de Troia (ou Poema de Troia) é uma composição em octossílabos, com algo mais de 30.000 versos, e que pertence ao gênero do amor cortês e, dentro deste, à temática romana.
Narra a guerra de Troia desde seus inícios até o regresso dos heróis.
É de destacar que esse poema não se baseou em Homero, mas nos relatos de Dares e Dictis e por isso adiciona uma componente de detalhes amorosos e de maravilhas que seus personagens encontrarão durante sua estada no que hoje é a Turquia.